# ناو کلاس لاپروس
کروزر کلاس لاپروس (به انگلیسی: Lapérouse-class cruiser) یک کلاس از کشتی است که طول آن 80 metres می‌باشد.